# مايكل بينتون
مايكل بينتون (بالإنجليزية: Michael Benton)‏ هو إحاثي بريطاني، ولد في 9 أبريل 1956 في أبردين في المملكة المتحدة.

## وصلات خارجية
- الموقع الرسمي